# Dorien Cuylaerts
Dorien Cuylaerts, née à Turnhout le 27 septembre 1980, est une femme politique nationaliste flamande belge, membre de la N-VA. Elle est bourgmestre de Rijkevorsel depuis 2013 et députée fédérale depuis 2024.

## Biographie
Dorien Cuylaerts est titulaire d'un régendat en éducation physique et en informatique de la Katholieke Hogeschool Kempen (nl). De 2004 à fin 2012, elle travaille comme professeur d'éducation physique au Koninklijk Atheneum à Schoten.
Dorien Cuylaerts est élue pour la première fois conseillère municipale de Rijkevorsel lors des élections municipales d'octobre 2006, sur la liste électorale du parti local Samen Nieuw Rijkevorsel (SNR). Son parti forme une coalition administrative avec le Gemeentebelangen/VLD et le sp.a. En janvier 2010, elle rejoint le collège communal en tant qu'échevine pour la jeunesse, l'environnement, le tourisme, la classe moyenne, l'égalité des chances, la coopération au développement, les distinctions honorifiques, l'énergie et les affaires européennes. En 2011, elle quitte le SNR et cofonde la branche locale de la N-VA.
Lors des élections municipales d'octobre 2012, une liste électorale N-VA est présentée pour la première fois dans la municipalité. Avec sept élus sur cette liste, elle devient soudainement le plus grand parti et peut former une coalition avec les cinq conseillers du CD&V et les trois membres du SNR local. La majorité dispose alors de 15 des 21 sièges. Dorien Cuylaerts devient bourgmestre de Rijkevorsel au début de l'année 2013 et est la deuxième femme bourgmestre de la commune après Maria Brughmans, ainsi que la plus jeune bourgmestre N-VA de Flandre à l'époque. Lors des élections municipales de 2018, elle obtient 2472 voix en tant que tête de liste. Bien que son parti remporte la majorité absolue, elle décide de former une coalition avec le CD&V et reste bourgmestre.
Elle est également candidate à plusieurs reprises à des élections supralocales. Lors des élections régionales de mai 2014, elle est 13e sur la liste N-VA dans la circonscription d'Anvers, mais n'est pas élue. Lors des élections régionales de mai 2019, elle arrive en deuxième position. Lors des élections fédérales de juin 2024, elle est quatrième sur la liste N-VA d'Anvers et est élue députée fédérale.

## Vie privée
Dorien Cuylaerts et son mari ont trois enfants.